# MetNet

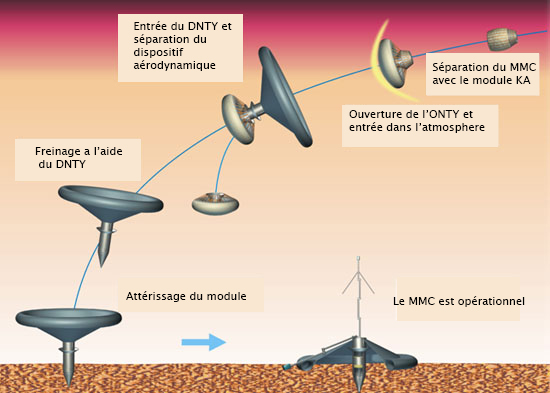
Déroulement de la descente d'une sonde Metnet : deux boucliers/parachutes gonflables sont successivement déployés puis la sonde effectue un atterrissage à grande vitesse.

MetNet est un projet de  mission spatiale martienne visant à étudier l'atmosphère de Mars, développé par l'Institut météorologique finlandais (FMI). La mission prévoit l'envoi de plusieurs dizaines d'atterrisseurs MetNet sur la surface martienne. L'objectif est d'établir un vaste réseau d'observation en surface sur Mars pour étudier la structure de l'atmosphère de la planète, sa physique et sa météorologie. Le projet est actuellement au point mort.

## Concept et objectifs
La météorologie en particulier et la climatologie en général ont une dimension à la fois spatiale et temporelle, aussi le moyen le plus efficace d'étudier ces caractéristiques d'une planète est d'effectuer des mesures simultanément à plusieurs endroits sur une période de temps suffisamment longue. En application de ce principe, MetNet est une mission qui met en œuvre un réseau de sondes distribuées à la surface de Mars de manière à assurer une couverture complète du globe, complété par un satellite en orbite, pour une durée prévue de deux années martiennes. Pour obtenir une bonne image des phénomènes atmosphériques à l'échelle de la planète, il est nécessaire de disposer au minimum de dix et vingt points d'observation.

## Scénario d'atterrissage
Il est prévu que  les modules MetNet utilisent des systèmes de rentrée et de descente gonflables au lieu des boucliers thermiques rigides et parachutes utilisés traditionnellement par les atterrisseurs martiens. Ce choix permet d'augmenter la masse allouée à la  charge utile scientifique. Le déroulement de la descente d'une sonde MetNet dans l'atmosphère de Mars peut être divisé en deux phases : un premier système gonflable effectue une première décélération puis est largué ; il est remplacé par un deuxième système gonflable qui réduit encore la vitesse de la sonde. Celle-ci, qui est un pénétrateur, effectue un atterrissage à grande vitesse et est conçue pour résister à une décélération de 500 g. La durée de vie opérationnelle de la sonde sur la surface martienne est de sept ans.

## État d'avancement du projet
Le véhicule de descente a été qualifié pour l'environnement martien. Le développement d'une mission de validation technique avait démarré entre 2001 et 2008. La mission de validation technologique devait être composée d'un atterrisseur et était conçue comme une mission de validation technique et scientifique. Les composants étaient censés être au cœur de la décennie 2010, entre 2014 et 2019.

## La mission de validation technique et scientifique
La mission de validation technique et scientifique consiste à envoyer un ou deux atterrisseurs de démonstration MetNet vers Mars en 2014. Deux scénarios de lancement avaient été envisagés en 2011:
1. Lancement dans le cadre de la mission de retour d'échantillons russe Phobos-Grunt ;
2. lancement dédié à l'aide d'une Volna, un missile SLBM converti.

Il est prévu qu'un démonstrateur soit lancé en 2014 ou éventuellement plus tard.
Les objectifs poursuivis par cette mission de démonstration sont:
- disposer de mesures in situ et d'images à haute résolution de la structure de l'atmosphère surplombant le ou les sites d'atterrissage sur une période de l'ordre d'une année martienne ;
- démontrer la viabilité du concept de l'atterrisseur pour la mise en place d'un réseau de sondes météorologiques à la surface de Mars.

## Développement
Le projet MetNet a pris la suite du projet de mission atmosphérique NetLander annulé. Il constitue également la suite de la mission russe Mars 96 dont le lancement avait échoué. Le développement de MetNet a débuté en 2001.
MetNet était développé par un consortium composé de l'Institut météorologique finlandais (conception de la mission), le Babakin Space Centre (en) (systèmes) et l'Institut de recherche spatiale de l'Académie des sciences de Russie (développement de la charge utile, en coopération avec le FMI).